# میرزا تلتویچ
میرزا تلتویچ (انگلیسی: Mirza Teletović؛ زادهٔ ۱۸ سپتامبر ۱۹۸۵) بازیکن بسکتبال اهل بوسنی و هرزگوین است.
از باشگاه‌هایی که در آن بازی کرده‌است می‌توان به فینیکس سانز و بروکلین نتس اشاره کرد.